# 富谢库尔 (孚日省)
富谢库尔（法語：Fouchécourt，法語發音：[fuʃekuʁ] ⓘ）是法国大東部大區孚日省的一个市镇，属于讷沙托区。

## 地理
富谢库尔（48°0'32"N, 5°51'36"E）面积4.66 平方千米，位于法国大東部大區孚日省，该省份为法国东北部内陆省份，北起默兹省和默尔特-摩泽尔省，西接上马恩省，南至上索恩省和贝尔福地区省，东临上莱茵省和下莱茵省。
与富谢库尔接壤的市镇（或旧市镇、城区）包括：伊什、圣于连、莱通、蒂涅库尔、安韦勒。

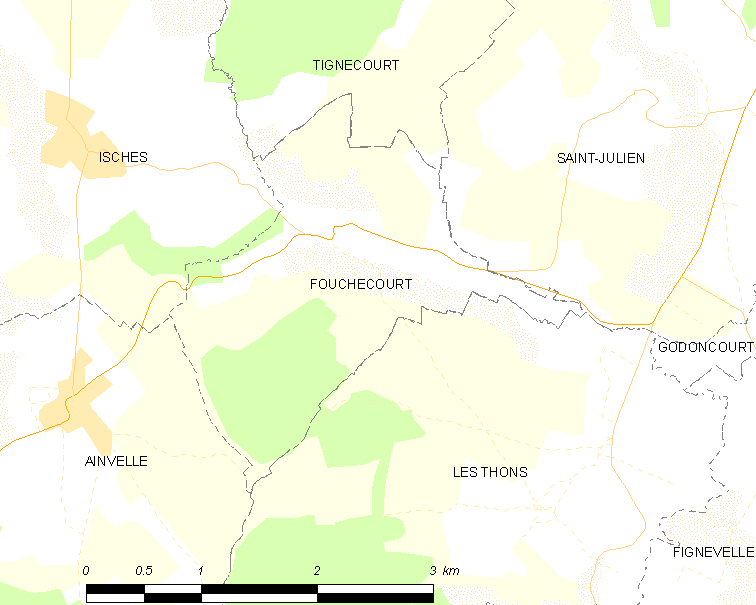
的OSM定位图

富谢库尔的时区为UTC+01:00、UTC+02:00（夏令时）。

## 行政
富谢库尔的邮政编码为88320，INSEE市镇编码为88179。

## 政治
富谢库尔所属的省级选区为达尔内县。

## 人口

1962-2008年间人口变化图示

富谢库尔于2022年1月1日时的人口数量为41人。